# Poecilopsis contigua
Poecilopsis contigua là một loài bướm đêm trong họ Geometridae.